# Werner Rolfinck

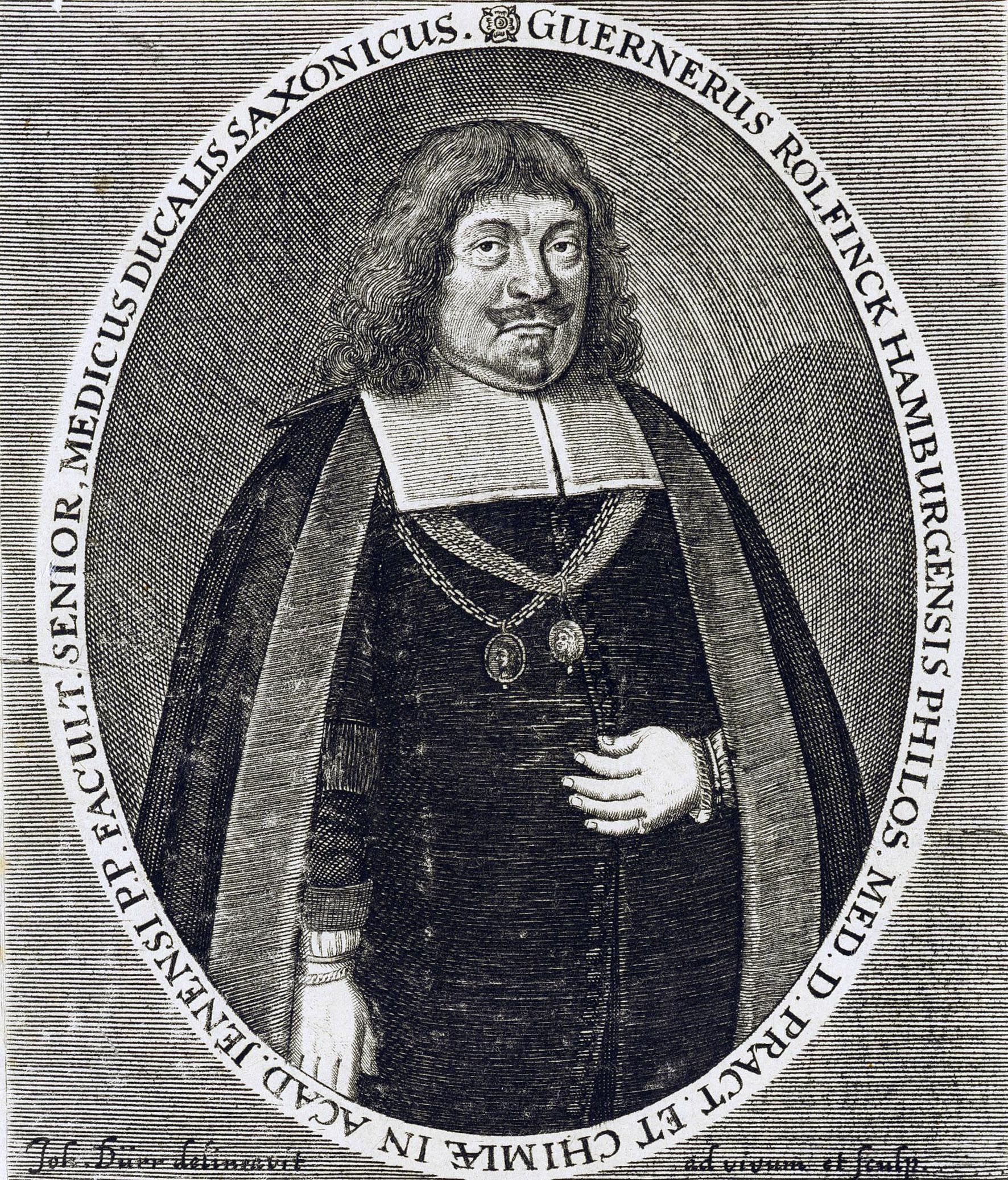
Werner Rolfinck, Kupferstich von Johann Dürr

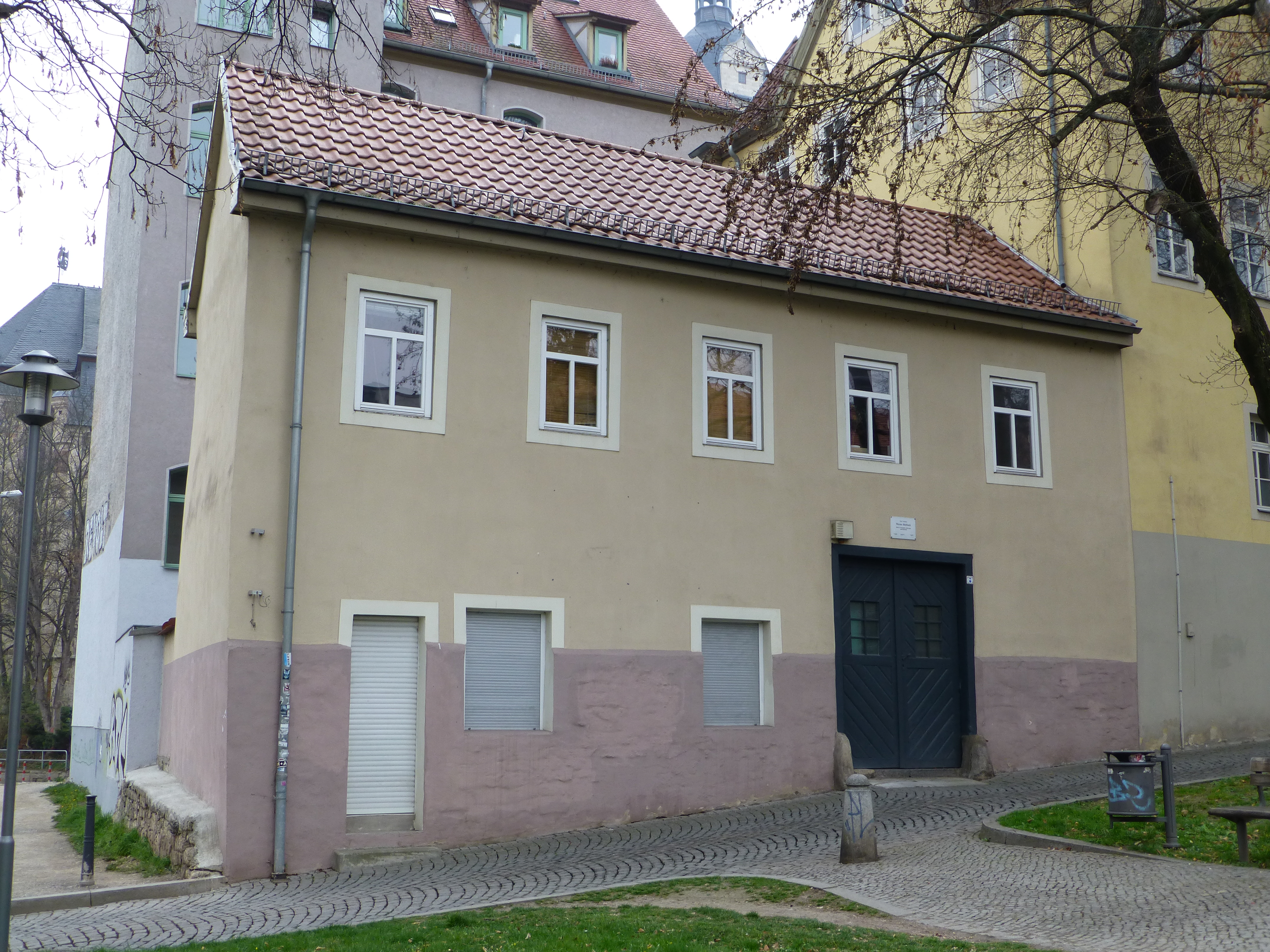
Wohnhaus Rolfincks in Jena

Werner Rolfinck, auch Rolfink, latinisiert Guernerus Rolfincius (* 15. November 1599 in Hamburg; † 6. Mai 1673 in Jena) war ein deutscher Arzt, Anatom, Naturforscher und Botaniker. Ab 1629 wirkte er als Professor an der Universität Jena.

## Leben
Rolfincks gleichnamiger Vater war Gymnasialprofessor am Johanneum in Hamburg, seine Mutter war Katharina Hermes, die Tochter eines Ratsherrn in Buxtehude. Bereits der ebenfalls gleichnamige Großvater (* um 1540 Münster/Westfalen; † 3. Oktober 1590 in Hamburg) war Rektor des Johanneums gewesen. Der Enkel begann seine Studien im November 1615 an der Universität Rostock und wechselte am 6. Mai 1617 an die Universität Wittenberg. Anschließend wandte er sich unter Daniel Sennert der Medizin zu, wobei er ab 1618 Studien in Leiden, Oxford, Paris und ab dem 26. September 1622 in Padua absolvierte. Nachdem er unter anderem in Venedig medizinische Vorlesungen gehalten hatte, wurde er am 7. April 1625 in Padua zum Doktor der Medizin promoviert. 1628 kehrte er nach Wittenberg zurück und wurde außerordentlicher Professor der Anatomie.
Am 4. Februar 1629 wurde er als Professor an die Universität Jena berufen, wo er nach seinem Dienstantritt am 13. Mai die Fächer Chirurgie, Anatomie und Botanik vertrat. Daneben richtete er ein Chemielabor ein, in dem er die Studenten unterrichtete. 1638 übernahm er das „Exercitium Chymicum“, den chemischen Unterricht, und wurde 1641 als Professor für Iatrochemie berufen.
Bei seinen experimentellen Forschungen untersuchte er vor allem das Verhalten und die iatrochemischen Wirkungen von Metallen wie Eisen, Zink, Zinn, Blei, Quecksilber, Kupfer, Antimon, Silber und Gold. Er verwarf jedoch die von Alchemisten vertretene Auffassung, dass man alle Metalle in Gold verwandeln könne. In seinem „theatrum anatomicum“ führte Rolfinck öffentliche Sektionen durch, vor allem an hingerichteten Verbrechern. Dies ging in ein geflügeltes Wort ein, demzufolge Verbrecher in Jena fürchten mussten, nach ihrer Hinrichtung „gerolfinckt“ (seziert) zu werden.
Rolfinck verbreitete die von William Harvey 1616 aufgestellte Lehre des Blutkreislaufs und bestätigte erstmals bei einer Sektion den Sitz des grauen Stars in der Augenlinse und wies damit 1656 nach, dass die französischen Chirurgen François Quarré und Remy Lasnier mit ihrer 1651 noch umstrittenen Behauptung, bei der Staroperation nicht ein Häutchen aus der Pupille, sondern vor 1643 die richtige Lage der Katarakt entdeckend, die Augenlinse selbst in den Glaskörper versenkt zu haben, recht hatten. Große Verdienste erwarb sich Rolfinck um die Botanik. Am 11. Juli 1631 weihte er in Jena einen „hortus medicus“ ein, den heutigen Botanischen Garten Jena, in dem er die Medizinstudenten in die Pflanzenkunde vor allem der Heilpflanzen einführte.
Rolfinck beteiligte sich auch an den organisatorischen Aufgaben der Jenaer Hochschule. So war er einige Male Dekan der medizinischen Fakultät und in den Wintersemestern 1632, 1638, 1652, 1658, 1666, sowie im Sommersemester 1646 Rektor der Universität. Rolfinck verfasste etliche eigene medizinische Schriften, so zu Hippokrates und Rhazes. Er saß einer großen Anzahl (104) von Disputationen vor und hatte insgesamt einen großen Schülerkreis.

## Familie
Aus Rolfincks am 9. Februar 1642 geschlossener Ehe mit Sophia Margareta Plathner (~ 26. Februar 1624 in Weimar; † nach 8. Juni 1675), einer Tochter des sachsen-weimarischen Rates Günther Heinrich Platner (* 22. Februar 1592 in Sondershausen; † 2. Mai 1657 in Weimar) und dessen am 15. Mai 1620 geheirateten Frau Martha Hertzog (* 13. Dezember 1596 in Thamsbrück; † 9. November 1653 in Weimar), gingen fünf Töchter hervor, von denen drei jung starben:
- Martha Sophia (* 4. November 1643 in Jena; † 9. September 1657 ebd.)
- Eleonore Sophie (* 19. Juni 1649 in Jena; † 21. Dezember 1659 ebd.)
- Anna Catharina (* 30. August 1651 in Jena; † 8. Juni 1675 in Merseburg), verh. am 15. Oktober 1667 mit dem merseburgischen Geheimrat und Kanzler Johann Christoph Wex
- Maria Sophia (* 8. Juni 1658 in Jena), verh. mit dem sachsen-eisenachischen Leibarzt Johann Otto Horst (* Frankfurt/Main; † 20. März 1711 in Jena)
- Eleonore Elisabeth (* 29. November 1661 in Jena; † 20. Oktober 1664 ebd.)

## Werke (Auswahl)
- Ύμέναιον Όιώνισμα seu Poëma Graecum in nuptias Henr. Winsenii, Past. Wilstriensis, et Mariae Tegeneriae. Hamburg 1617
- Encornion Chymiae. Jena 1641
- De febre maligna.  Jena 1642
- Non Entia Chymica. 1645 (Zusammenfassung seiner Iatrochemischen Erkenntnisse)
- Ordo et methodus medicinae specialis commentatoriae. ... ad normam veterum et novorum dogmatam proposita. Praemittitur Diss. de autoribus practicis. Jena 1654, 1665, Continuatio Jena 1669
- Epitome methodi adfectus corporis humani particulares secundum ordinem Rhazis etc. Jena 1655, 1675.
- Dissertationes anatomicae, methodo synthetica exaratae, sex libris comprehensae, theoricis et practicis veterum et recentiorum, propriisque observationibus illustratae et ad circolationem sanguinis accommodatae. Nürnberg 1656
- Ordo et methodus cognoscendi et curandi febres. Jena 1658
- Epistola ad uxorem quum ipsi diss. suam de margaritis offerret. Jena 1660
- Chymia in artis formam redacta et 6 libris comprehensa. Jena 1661, Genf 1671, Franckfurt 1675, 1686
- Commentatio in Hippocratis Apborismum I, libri 1. Jena 1662
- Ordo et methodus partium generationi dicatarum fabricam, per Anatomen cognoscendi, ad normam veterum et recentiorum scriptorum exarata. Jena 1664, 1684 (Erschien unter dem Titel: Sacra Eleusinia patefacta etc.)
- Scrutiniam chymicura vitrioli.  Jena 1666
- Pyretologia, seu Disp., de febribus in genere. Jena 1666
- Liber de purgantibus vegetabilibus, sectionibus XV absolutus. Jena 1667, 1684
- Ordo et metbodus medicinae speciales consultatorlae, . . .  continens cousilia medica ad normam veterum et novorum dogmatum adornata. Jena 1669, Franckfurt 1675. (unter dem Titel: Consilia et responsa medicorum.)
- Ad Chymiam in artis formam redactam illustrandam notae breves.  Jena 1669
- Non ens chymicum, Mercurius metalloram et mineralium. Jena 1670
- De vegetabilibus, plantis, suffruticibus. fruticibus et arboribus in genere II. 2. Jena 1670, 1686
- Diss. de aphtis. Jena 1672
- Theatrum practicum, in quo omnes affectus, in medicina speciali occurrentes, producuntur et examinantur; opus posthumam. Franckfurt & Leipzig 1686

- Disputationen
  - Disp. de hydrope. Wittenberg 1628
  - Disp. de epilepsia, pro loco in ordine medico obtinendo proposita. Jena 1692
  - Disp. de dolore capitis. Jena 1629
  - Disp. de melancholia.  Jena 1629
  - Disp. de phrenilide.  Jena 1629
  - Disp. de letnargo. Jena 1629
  - Disp. de apoplexia. Jena 1630
  - Disp. de paralysi. Jena 1632
  - Disp. de chyliflcatione et circulatione sanguinis. Jena 1632
  - Disp. de febris malignae natura et curatione. Jena 1638
  - Disp. de epilepsia. Jena 1640
  - Disp. de arthrilide. Jena 1644
  - Disp. de melanchoiia taypochondriaca. Jena 1644
  - Disp. de scorbulo. Jena 1648
  - Disp. de ictero flavo.  Jena 1650
  - Disp. de arteriis.  Erfurt 1651
  - Disp. de cbylo et sanguine.  Jena 1652
  - Disp. de inandatione microcosmi.  Jena 1652
  - Disp. de hepate, ex veterum et recentiorum propriisque observationibus concinnata et ad circulationem sanguinis accommodata. Jena 1653
  - Disp. de palpitatione cordis. Jena 1654
  - Disp. de catarrbo suffocativo.  Jena 1655
  - Disp. de salivatione. Jena 1656
  - Disp. de Incobo sive Ephialte. Jena 1668
  - Disp. de Vertigine. Jena 1659, 1665
  - Disp. de sanguificatione laesa. Jena 1659
  - Disputatt. 6 chymicae. Jena 1660, 1679
    -       1. de tartaro.
      2. de sulpbore.
      3. de margarilis.
      4. de perfectis metallis duobus, aaro et argento.
      5. de antimonio.
      6. de imperfectis metallis duris duobus, ferro et capro.

  - Disp. de fluore albo malierum. Jena 1661
  - Disp. de syncope.  Jena 1662
  - Disp. de scabie.  Jena 1662
  - Disp. de mola. Jena 1662
  - Disp. de artbritide.  Jena 1663
  - Disp. de podagra.  Jena 1663
  - Disp. de chylificatione laesa.  Jena 1663
  - Disp. de enterocele, sive hernia.  Jena 1664
  - J. B. Schmidt: Disp. de lapide Bezoar. Jena 1665
  - Disp. de lue Venerea. Jena 1666
  - Disp. de ebrietate et crapula. Jena 1667
  - Disp. de quartana intermittente.  Jena 1667
  - Disp. de scropbulis seu strumis. Jena 1667
  - Disp. de phihisi. Jena 1667
  - Disp. de diaria. Jena 1668
  - Disp. de curatione Ascitis. Jena 1668
  - Disp. de ileo. Jena 1669
  - Disp. de gutta serena.  Jena 1669
  - Disp, de . . .  seu pervigilio. Jena 1669
  - Disp. de catarrho narium. Jena 1669
  - Disp. de dysenteria maligna. Jena 1672
  - Disp. de phrenitide. Jena 1672